# 羽毛田丈史
羽毛田丈史（1960年5月23日—），日本男作曲家、编曲家、音乐制作人及钢琴演奏家，生于長野縣轻井泽。

## 人物經歷
羽毛田出生於長野縣輕井澤町，在兵庫縣神戶市長大，關西學院大學法學部畢業。在大學時期，即參與爵士樂的現場演出等音樂活動。1981年，以龐克樂團AFRIKA的第二任鍵盤手之姿正式出道。1993年，參與樂團GONTITI的錄音工作，並負責作曲和編曲。
其後，多次負責電視劇的配樂，並為松下奈緒､中孝介､元千歲､鬼束千尋、柴田淳、制服向上委員會、太田裕美、原田知世、華原朋美、中島美嘉等人製作唱片。

## 作品

### 動畫
- 1996年 - 忍者龜
- 1996年 - 大小姐搜查网（日语：お嬢様捜査網）
- 2003年 - 魔法使的條件（朝日电视台）
- 2003年 - 星球流浪記（NHK教育）
- 2007年 - 少女的奇幻森林（富士电视台）
- 2008年 - 吸血鬼騎士（东京电视台）
- 2008年 - 魔法使的条件 夏季的天空（朝日电视台）
- 2008年 - 西洋骨董洋菓子店～Antique～（富士电视台）
- 2009年 - 青之花（富士电视台）
- 2009年 - 森林大帝 -勇气改变未来-（富士电视台）
- 2011年 - 爺爺的煤油燈
- 2012年 - 豆芽小文Returns（富士电视台）

### 紀實節目
- 1998年 - 向地球乾杯（日语：地球に乾杯）（NHK）
- 1999年 - 地球環境白書（NHK）
- 2000年 - 特別企劃SP 地下大水脈（NHK）
- 2003年 - 特別企劃SP 文明の道（NHK）
- 2003年 - 五木寛之の百寺巡礼（朝日電視台）
- 2004年 - 特別企劃SP チベット天空の湖（NHK）
- 2004年 - 衛星高畫質特集 天上の湖 標高5000メートルチベット“プマユムツォ”
- 2004年 - NHK高畫質SP 映像詩 里山 命めぐる水の流れ（NHK）
- 2004年 - TOYOTASP 運命の女 モリゾからの手紙～印象派・女性画家ベルト・モリゾを訪ねて～
- 2006年 - 特別企劃SP 気候大異変（NHK）
- 2007年 - 特別企劃SP 失われた文明 インカ・マヤ・アステカ（NHK）
- 2008年 - 特別企劃SP 病的起源（日语：病の起源 (NHKスペシャル)）（NHK）
- 2010年 - 特別企劃SP アフリカンドリーム（NHK）
- 2012年 - 特別企劃SP 宇宙之渚（日语：宇宙の渚）（NHK）

### 電視劇
- 1996年 - 全為了妳（日语：For You (テレビドラマ)）（富士電視台）
- 1997年 - 音之犯罪捜査官・響奈津子（日语：音の犯罪捜査官・響奈津子）（富士電視台）
- 1997年 - D×D（日语：D×D）（日本電視台）
- 1998年 - 愛與和平（日语：LOVE&PEACE (テレビドラマ)）（富士電視台）
- 2000年 - 池袋西口公園（TBS電視台）
- 2000年 - 編集王（日语：編集王）（富士電視台）
- 2001年 - 學校的怪談 春之物之怪SP（日语：学校の怪談 (テレビドラマ)#学校の怪談 春の物の怪スペシャル）（富士電視台）
- 2001年 - 冰點（朝日電視台）
- 2003年 - 歡迎來高原（日语：高原へいらっしゃい#2003年版） TBS電視台
- 2005年 - 瑠璃之島（日本電視台）
- 2006年 - PS -羅生門（日语：PS -羅生門-#テレビドラマ）（朝日電視台）
- 2007年 - 離島裁判官奮鬥記（日语：ジャッジ 〜島の裁判官奮闘記〜）（NHK）
- 2008年 - ROOKIES（TBS）　※與高見優
- 2008年 - 霧之火～死在樺太‧真岡郵局九位女子們～（日语：霧の火 樺太・真岡郵便局に散った九人の乙女たち）（日本電視台）
- 2008年 - 離島裁判官奮鬥記（日语：ジャッジ 〜島の裁判官奮闘記〜#第2シリーズ）2（NHK）
- 2008年 - A咖童星在我家（日本電視台）
- 2009年 - 春天再見（日语：春さらば〜おばあちゃん 天国に財布はいらないよ〜）（東京電視台）
- 2010年 - 獸醫杜立德（TBS電視台）
- 2011年 - 這個世界的角落（日本電視台）
- 2012年 - 耀子與我們的夏天（日语：あっこと僕らが生きた夏）（NHK）
- 2012年 - Summer Rescue～天空的診療所～（TBS電視台）
- 2013年 - 鳶（TBS）
- 2014年 - 明天媽媽不在（日本電視台）
- 2014年 - 在那天來臨前（日语：その日のまえに）（NHK）
- 2014年 - 對不起青春！（TBS電視台）※與真島昌利（The Blue Hearts）

### 電玩
- 2002年 - 恐怖惊魂夜2 监狱岛的童谣（CHUNSOFT）
- 2006年 - 恐怖惊魂夜×3 三日月岛事件的真相（Sega）

### 電影
- 1991年 - IKENAI! いんびテーション
- 1992年 - 工業哀歌 バレーボーイズ
- 1992年 - Bバージン
- 2001年 - 惹鬼回路
- 2002年 - 群青之夜的羽毛布（日语：群青の夜の羽毛布）
- 2002年 - 圈套
- 2008年 - 魔法使的條件
- 2009年 - ROOKIES -卒業-　※與高見優
- 2010年 - 花水木

### MV
- 1992年 - 真假面騎士 序章 ※編曲：羽毛田丈史，作曲：宇崎龍童

### 原創作品
- 2003年 - PRESENTS
- 2006年 - PRESENTS II
- 2009年 - PRESENTS III

## 外部連結
- 羽毛田丈史官方網站 （页面存档备份，存于）